# Кривонос, Анна Владимировна
Анна Владимировна Кривонос (укр. Анна Володимирівна Кривонос; род. 25 сентября 1997, Глухов, Сумская область) — украинская биатлонистка, чемпионка мира среди юниоров в индивидуальной гонке (2015). Двукратный призёр чемпионата мира по биатлону среди юниоров в 2016 году. Серебряный призер чемпионата мира по биатлону среди юниоров в 2018 году.

## Результаты

### Юниорский чемпионат мира
| Год  | Место проведения | Индивидуальная | Спринт | Преследование | Эстафета |
| ---- | ---------------- | -------------- | ------ | ------------- | -------- |
| 2015 | Раубичи          | 1              | 16     | 9             | 7        |
| 2016 | Чейле-Градистей  | 11             | 3      | 2             | 4        |
| 2017 | Осорбли          | 14             | 20     | 23            | 9        |
| 2018 | Отепя            | 2              | 27     | 14            | 13       |
| 2019 | Брезно-Осрбли    | 16             | 10     | 17            | 13       |

## Личная жизнь
Учится в Глуховском национальном педагогическом университете имени Александра Довженко.